# Kilb
Kilb là một thị xã thuộc huyện Melk trong bang Niederösterreich.